# Liste der Parlamentssprecher Ghanas
Die Liste der Parlamentssprecher Ghanas führt alle Politiker auf, die im Parlament Ghanas den Posten des Parlamentssprechers (Speaker of Parliament) innehatten oder haben. 
1. Sir Emmanuel Charles Quist, März 1951 bis Dezember 1957
2. Augustus Molade Akiwumi, Februar 1958 bis Juni 1960
3. Joseph Richard Asiedu, Juli 1960 bis Juni 1965
4. Kofi Asante Ofori-Atta, 10. Juni 1965 bis 22. Februar 1966
5. Nii Amaa Ollennu, Oktober 1969 bis Dezember 1971
6. Jacob Hackenbug Griffiths-Randolph, 24. September 1979 bis 31. Dezember 1981
7. Daniel Francis Annan, 7. Januar 1993 bis 6. Januar 2001
8. Peter Ala Adjetey, 7. Januar 2001 bis 6. Januar 2005
9. Ebenezer Begyina Sekyi-Hughes, 7. Januar 2005 bis 6. Januar 2009
10. Joyce Bamford-Addo, 7. Januar 2009 bis 6. Januar 2013
11. Edward Adjaho, 7. Januar 2013 bis 6. Januar 2017
12. Mike Oquaye, 7. Januar 2017 bis 6. Januar 2021
13. Alban K. S. Bagbin, seit 7. Januar 2021